# Liste der Generaloberen der Jesuiten
Dieser Artikel listet chronologisch die Generaloberen der Gesellschaft Jesu auf, die auch Generalsuperiore oder innerhalb des Ordens Pater General genannt werden. Ein volkstümlicher Beiname ist „schwarzer Papst“ (spanisch Papa negro; italienisch Papa nero).
Die Jahreszahlen hinter den Namen bezeichnen die Amtszeit.
- Ignatius von Loyola, 1541–1556
- Diego Laínez, 1558–1565
- Francisco de Borja, 1565–1572
- Everard Mercurian, 1573–1580
- Claudio Acquaviva, 1581–1615
- Mutio Vitelleschi, 1615–1645
- Vincenzo Carafa, 1646–1649
- Francesco Piccolomini, 1649–1651
- Alessandro Gottifredi, 1652–1652
- Goswin Nickel, 1652–1664
- Giovanni Paolo Oliva, 1664–1681
- Charles de Noyelle, 1682–1686
- Thyrsus González, 1687–1705
- Michelangelo Tamburini, 1706–1730
- Franz Retz, 1730–1750
- Ignazio Visconti, 1751–1755
- Luigi Centurioni, 1755–1757
- Lorenzo Ricci, 1758–1775 (1773 Auflösung des Ordens durch Papst Clemens XIV.)

Während der Auflösung des Ordens führten ihn:
- 1782–1785 Stanislaw Czerniewicz (als Generalvikar)
- 1785–1798 Gabriel Lenkiewicz (als Generalvikar)
- 1799–1802 Franciscus Kareu (1799–1801 als Generalvikar, 1801–1802 als Generaloberer)
- 1802–1805 Gabriel Gruber (als Generaloberer)

- Tadeusz Brzozowski, 1814–1820 (1814 wurde durch Papst Pius VII. der Orden wieder zugelassen)
- Aloisius Fortis, 1820–1829
- Joannes Philippus Roothaan, 1829–1853
- Pierre Jean Beckx, 1853–1887
- Antonius Maria Anderledy, 1887–1892
- Luis Martín García, 1892–1906
- Franz Xaver Wernz, 1906–1914
- Wladimir Ledóchowski, 1915–1942
- Jean Baptiste Janssens, 1946–1964
- Pedro Arrupe, 1965–1983
- Paolo Dezza und Giuseppe Pittau, 1981–1983 (von Papst Johannes Paul II. als Stellvertreter (Apostolischer Delegat) für Pedro Arrupe wegen Schlaganfall eingesetzt)
- Peter Hans Kolvenbach, 1983–2008 (Rücktritt)
- Adolfo Nicolás, 2008–2016 (Rücktritt)
- Arturo Sosa, seit 2016